# Rubídium-peroxid
A rubídium-peroxid egy szervetlen kémiai vegyület, képlete Rb2O2.

## Előállítása
A rubídium-peroxidot elő lehet állítani az alkotórészei ammóniában oldásával −50 °C-on:
{\displaystyle \mathrm {2\ Rb+O_{2}\ {\xrightarrow {-50\;^{\circ }{\text{C}}}}\ Rb_{2}O_{2}} }
De elő lehet állítani rubídium-oxid vákuumban történő pirolízisével is:
{\displaystyle \mathrm {2\ RbO_{2}\ {\xrightarrow {290\;^{\circ }{\text{C}}}}\ Rb_{2}O_{2}+O_{2}} }

## Tulajdonságai
A szennyezett rubídium-peroxid sárga, a tisztán rubídium-peroxidból álló kristályok színtelenek, kristályszerkezete ortorombos.

## Fordítás
Ez a szócikk részben vagy egészben  a   Rubidiumperoxid című német Wikipédia-szócikk fordításán alapul.  Az eredeti cikk szerkesztőit annak laptörténete sorolja fel. Ez a jelzés csupán a megfogalmazás eredetét és a szerzői jogokat jelzi, nem szolgál a cikkben szereplő információk forrásmegjelöléseként.